# Ullrich Masberg
Ullrich Masberg (* 1947; † 25. März 2011) war ein deutscher Maschinenbauer.
Ullrich Masberg studierte Maschinenbau in Wuppertal und Aachen. Am Institut für Kunststoffverarbeitung (IKV) der RWTH Aachen promovierte er 1981 bei Professor Georg Menges mit der Arbeit „Einsatz der Methode der finiten Elemente zur Auslegung von Extrusionswerkzeugen“ zum Dr.-Ing. Anschließend wechselte er in die Industrie, wo er für die Unternehmensgruppe Freudenberg und Veritas AG tätig war. 1990 wurde er Vorstand der Clouth Gummiwerke AG in Köln und war 1998 für die Eingliederung in die Continental AG verantwortlich. Anschließend war er Geschäftsführer der Continental ISAD.
2002 gründete er ein Beratungsunternehmen und war 2005 Gesellschafter und Geschäftsführer der CAS Computerunterstützte Automatisierungssysteme in Reinbek.
Masberg war von 2000 bis 2003 Vorsitzender der Deutschen Kautschuk-Gesellschaft und seit 1998 Honorarprofessor an der RWTH Aachen. Er wurde 1997 mit dem Innovationspreis der deutschen Wirtschaft für das System ISAD (Integrierter Starter Alternator Dämpfer) ausgezeichnet.